# Access Bank Holdings
Access Bank Holdings plc ist eine nigerianische Bankengruppe, die ihren Sitz in Lagos hat. Die Produkte und Dienstleistungen werden über ein Netz von mehr als 300 Filialen weltweit vertrieben. Die Gruppe unterhält operative Tochterbanken in 20 Ländern in Subsahara-Afrika, Europa und dem Nahen Osten.
Die Einnahmen verteilen sich wie folgt auf die einzelnen Aktivitäten:
- Firmenkundengeschäft und Investmentbanking (39,6 %)
- Geschäftsbank (28,9 %)
- Privatkundengeschäft (25,7 %): Verkauf von klassischen und spezialisierten Bankprodukten und -dienstleistungen
- Business Banking (5,8 %)

Die größte Tochtergesellschaft ist die nigerianische Access Bank plc, die für ca. 75 % der Einnahmen steht.
Im Mai 2023 eröffnete die Bankengruppe eine operative Tochtergesellschaft in Paris, Frankreich. Berichten zufolge wird sich die französische Tochtergesellschaft zunächst auf die Finanzierung von Handelsfinanzierungen zwischen Frankreich und dem französischsprachigen Afrika konzentrieren, bevor sie Tochtergesellschaften im französischsprachigen Afrika eröffnet.
Im Juli 2021 betreute die Gruppe über 42 Millionen Kunden in Afrika. Nach der Fusion von Access Bank Plc und Diamond Bank am 1. April 2019 ist Access Bank Plc nun Afrikas größte Bank nach Kundenstamm und die größte Bank Nigerias nach Vermögenswerten.
Das Unternehmen ist an der Nigerian Stock Exchange gelistet und Teil des gleichnamigen Indexes NSE.

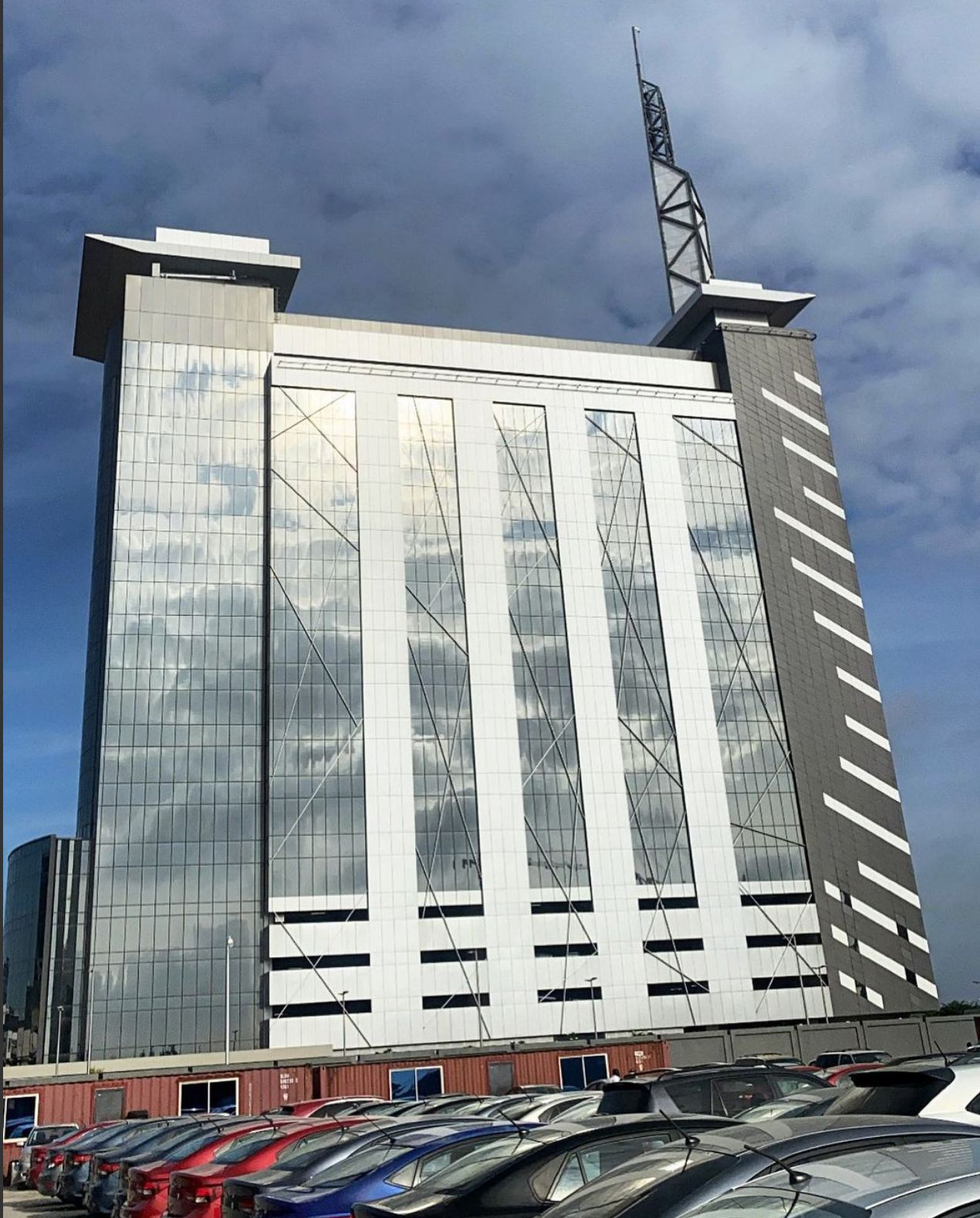
Hauptquartier der Access Bank in Lagos

## Geschichte
Am 19. Dezember 1988 erhielt die Access Bank eine Banklizenz, einige Wochen später wurde sie als private Geschäftsbank gegründet. Am 24. März 1998 wurde die Access Bank in eine Aktiengesellschaft umgewandelt und am 18. November 1998 an der nigerianischen Börse notiert. Am 5. Februar 2001 erhielt sie von der Central Bank of Nigeria eine Universalbanklizenz.
Im Jahr 2003 war die Aktie der Access Bank Holdings die am meisten gehandelte Aktie der nigerianischen Börse. 2005 wurde die Übernahme der Capital Bank und Marina Bank abgeschlossen. Die Einführung einer Reihe von Vermögensverwaltungsprodukten für vermögende Kunden geschah im Jahre 2006. Eine Kapitalerhöhung im Jahr 2008 brachte Einnahmen von über 1 Milliarde US-Dollar. Im Jahr 2012 fusionierten Access Bank und Intercontinental Commercial Bank (ICB). Dies war die größte Fusion des Jahres in Afrika. Dadurch wurde die Access Bank zur viertgrößten Bank in Nigeria. Im gleichen Jahr wurden die Aktien an der London Stock Exchange notiert.
2013 erreichte die Bank ein AA-Kreditrating von S&P. Im Jahr 2018 gab Access Bank bekannt, die Diamond Bank mit einem Kundenportfolio von 29 Millionen übernehmen zu wollen. Die Gruppe kündigte außerdem eine Zusammenarbeit mit 25 globalen Banken an, um die Prinzipien des nachhaltigen Bankwesens weiterzuentwickeln und den Sektor an den Zielen der Vereinten Nationen für nachhaltige Entwicklung auszurichten. Die Übernahme der Diamond Bank wurde im März 2019 abgeschlossen.
2021 wurden Banken in Mosambik, Sambia und Südafrika erworben. 2022 wurde die Präsenz im kenianischen Markt durch eine Akquisition erweitert. 2023 wurden Mehrheitsanteile an den Tochtergesellschaften der britischen Standard Chartered Bank in Angola, Kamerun, Gambia und Sierra Leone erworben.